# Gibon hulok

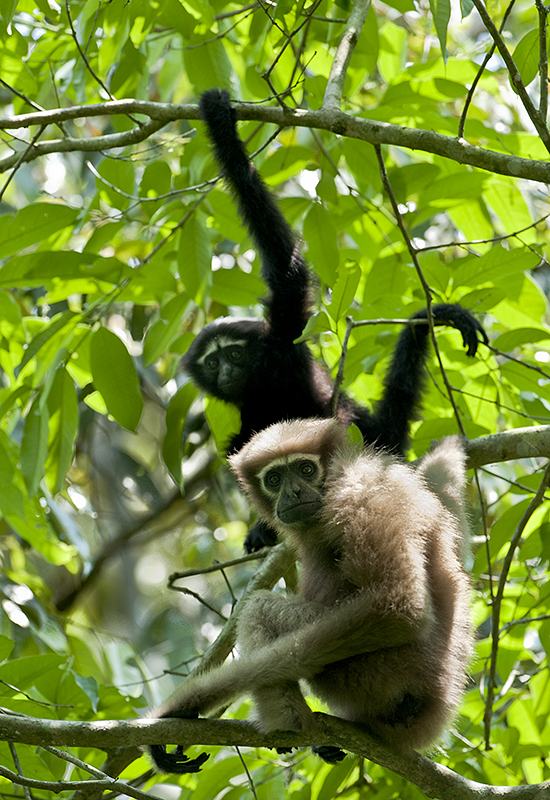
Samec (tmavý) a samice (světlá)

Gibon hulok (Hoolock hoolock) je jedním z největších a nejchlupatějších druhů gibonů, opic patřících do skupiny vývojově nejvyšších primátů. Ze všech gibonů žije nejseverněji a nejzápadněji, vyskytuje se na územích východní Indie, Bangladéše, Myanmaru a částečně také jižní Číny. Obývá husté, původní, stálezelené nebo poloopadavé, smíšené tropické lesy do nadmořské výšky kolem 1400 m.
Taxonomické zařazení gibona huloka není ujasněno, někdy je řazen do monotypického rodu Bunopithecus a jindy je zase z něj vydělován nový druh Hoolock leuconedys.

## Popis
Tito stromoví akrobaté, velcí 45 až 65 cm a vážící mezi 6 a 8 kg, mají výrazný pohlavní dimorfismus. Srst dospělých samců je černá s výrazným bílým obočím, jen výjimečně mívají bílou tvář a bradu. Samice bývají zbarvené měděně hnědé a tmavé jsou na krku, hrudi a částečně v obličeji, někdy i na končetinách. Obě pohlaví mají nápadně dlouhé končetiny, zvláště předloktí na rukou. V krku mají ozvučný váček, kterým zesilují svá volání.
Základem jejich stravy jsou květy, plody a jen řídce listy, příležitostně požírají hmyz, drobné obratlovce nebo vejce ptáků. Mají poměrně jednoduchý žaludek neschopný strávit větší množství listů, při sběru potravy jim konkurují spíše ptáci a veverky než ostatní primáti. Jsou pokládáni za úspěšné rozšiřovatele semen lesních stromů. Téměř celou denní dobu věnují obživě, zhruba dvě třetiny času vynakládají na hledání potravy a po zbytek dne se krmí. Potřebují k obživě pestrý les s množství průběžně dozrávajících plodů, na úživnosti lesa závisí velikost jejich území.

## Chování
Žijí v korunách stromů, kde sbírají potravu většinou v jejích vrcholcích. Pohybují se tzv. brachiaci, houpavě přeskakuji zavěšení za ruce z větve na větev, ocas používají ke kormidlování. Skáčou na vzdálenost i 10 m a při útěku vyvinou rychlost až 50 km/hod. Po hrubých větvích stromů se pohybují po nohou, stejně jako na krátké vzdálenosti po zemi. Jsou to denní živočichové, přespávají na svých oblíbených stromech. V případě vážného nebezpečí velmi dobře plavou, jinak se vodě vyhýbají.
Vytvářejí rodinné páry, které se svými potomky vytvářejí skupiny, největší pozorovaná měla šest členů. Tlupy obsazují území, průměrně 22 hektarů rozlehlá, která obhajují hlasitým zpěvem a v případě přiblížení se konkurentů i výhružnými postoji. Obvykle se pár ozývá v duetu, samec i samice vydávají stejnou řadu různě vysokých tónů. V rodinné skupině je na blízké vzdálenosti důležitá gestikulace a hmatová i pachová komunikace.

## Rozmnožování
Gibon hulok vytváří monogamické páry, estrální cyklus samice trvá v průměru 28 dnů a přichází co dva až tři roky. Obvykle od listopadu do března porodí samice po sedmiměsíční březosti nejčastěji pouze jedno mládě, které kojí 18 až 24 měsíců; prvé měsíce života mládě prožije přichyceno břicha matky. Mláďata se rodí se světle šedou srstí, která u všech časem zčerná a u samic v pubertě zesvětlá. Plné pohlavní zralosti dosáhnou v osmi až devíti létech, pak odcházejí z rodné tlupy a zakládají si své vlastní; do té doby pomáhají opatrovat mladší sourozence a bránit území. Ve volné přírodě se dožívají 20 až 25 let, v zajetí žili až 44 roků.

## Ohrožení
Pohybují se především ve vrcholcích stromů, s většinou pozemních dravců nepřijdou do styku, hlavními predátory jsou hadi a draví ptáci. Velkým nebezpečím jsou pro ně pytláci, kteří je loví pro maso.
V současnosti jsou mnohá jejich území ničena těžbou dřeva na topení, výsadbou nových čajových i kávových plantáží a rozšiřováním polí nutných pro výživu stále stoupající populace místních obyvatel. Velký problém způsobuje i fragmentace území způsobená výstavbou cest, která znesnadňuje jejich přesuny za potravou i přecházení mladých jedinců do jiných tlup. Při cestování po zemi přes lesní holiny se stávají terčem útoků zdivočelých psů a dalších pozemních dravců. Pokud se jejich území dostane do blízkosti lidských obydlí, chodí za potravou na pole a do zahrad.
Gibon hulok je považován za jednoho z nejvíce ohrožených primátů Starého světa, za posledních 30 let se jeho stavy snížily asi o 90 %. Mezinárodním svazem ochrany přírody (IUCN) je proto hodnocen jako ohrožený druh (EN) a byl zařazen do přílohy č.  I CITES.